# Russell Ball

Russell Ball en el trabajo, 1931; Picture Post Magazine.

Russell Ball (24 de marzo de 1891 – 12 de junio de 1942) fue un fotógrafo de glamour que realizó fotografías promocionales para las películas y retratos de estrellas de Hollywood como Jean Harlow, Greta Garbo, Louise Brooks, Mary Pickford, Esther Ralston y Carol Dempster.

## Vida
Russell Earp Ball nació en Filadelfia. Su padre murió mientras Russell era todavía adolescente; en 1910 Russell trabajaba como vendedor para la Gas Light Manufacturing Company. Se mudó a Nueva York y el 1 de febrero de 1912 se casó con la periodista cinematográfica Gladys Hall, con quien tuvo dos hijos, mientras trabajaba como fotógrafo de prensa. En 1917 ya trabajaba como fotógrafo artístico, y en 1920 se había especializado en fotografías promocionales para películas, entre otras para la Shubert Organization. Después de trabajar de forma independiente para Metro-Goldwyn-Mayer en 1925 (en la costa este), abrió su propio estudio en 9528 Brighton Way, Beverly Hills para trabajar para clientes privados y celebridades desde finales de los años 1920.

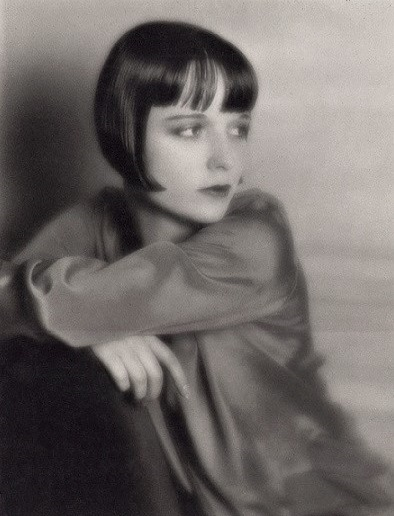
Louise Brooks, años 1920.
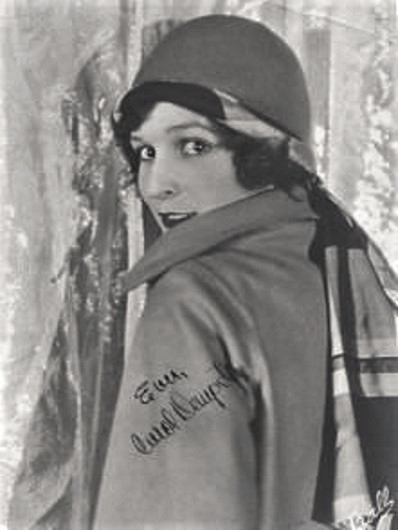
Carol Dempster, años 1920.
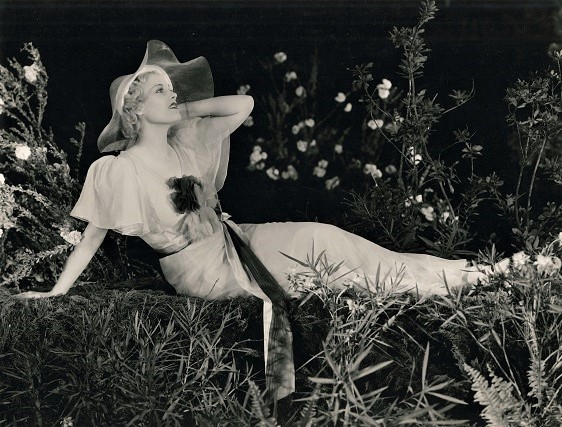
Esther Ralston en Sadie McKee, 1934.
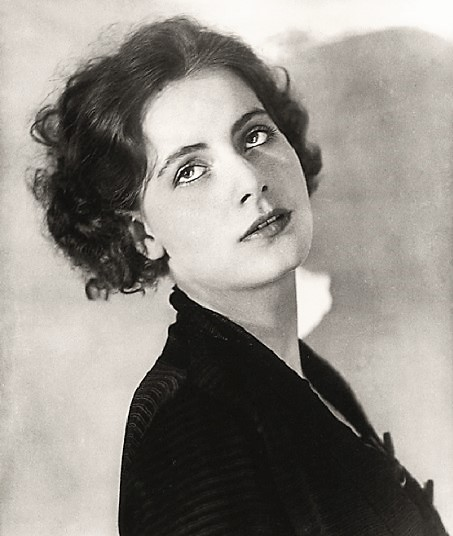
Greta Garbo, 1925.
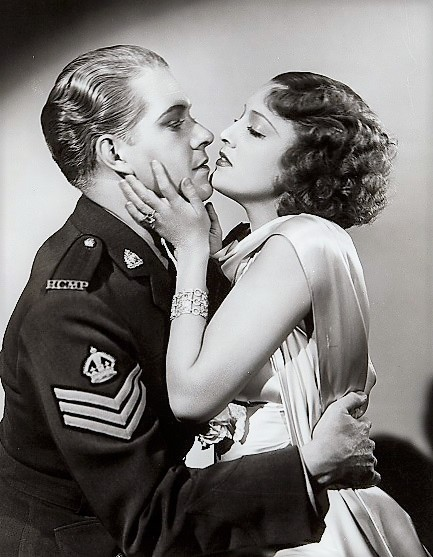
Nelson Eddy y Jeanette MacDonald en Rose Marie, 1936.
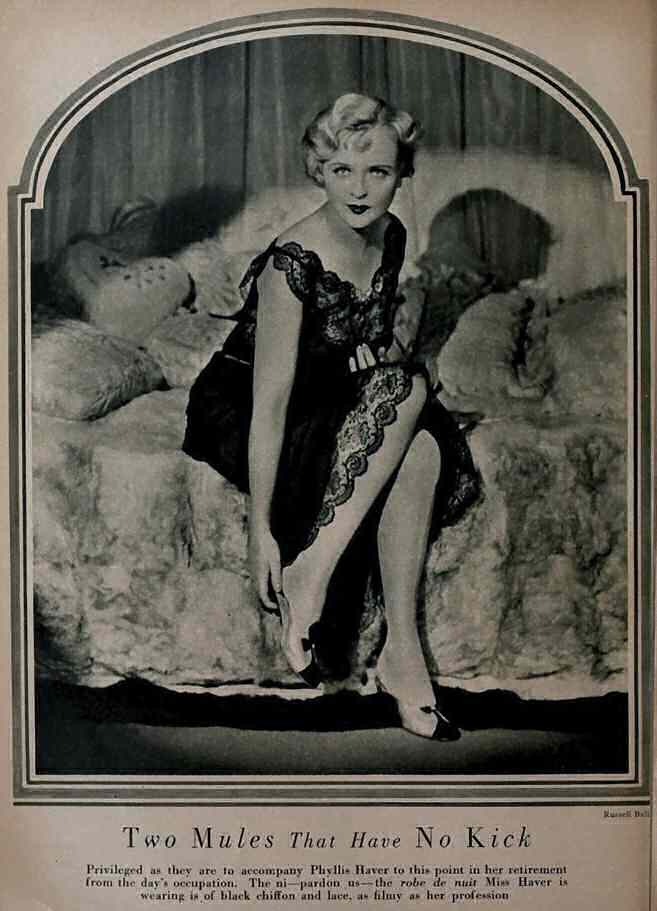
Phyllis Haver, 1928.
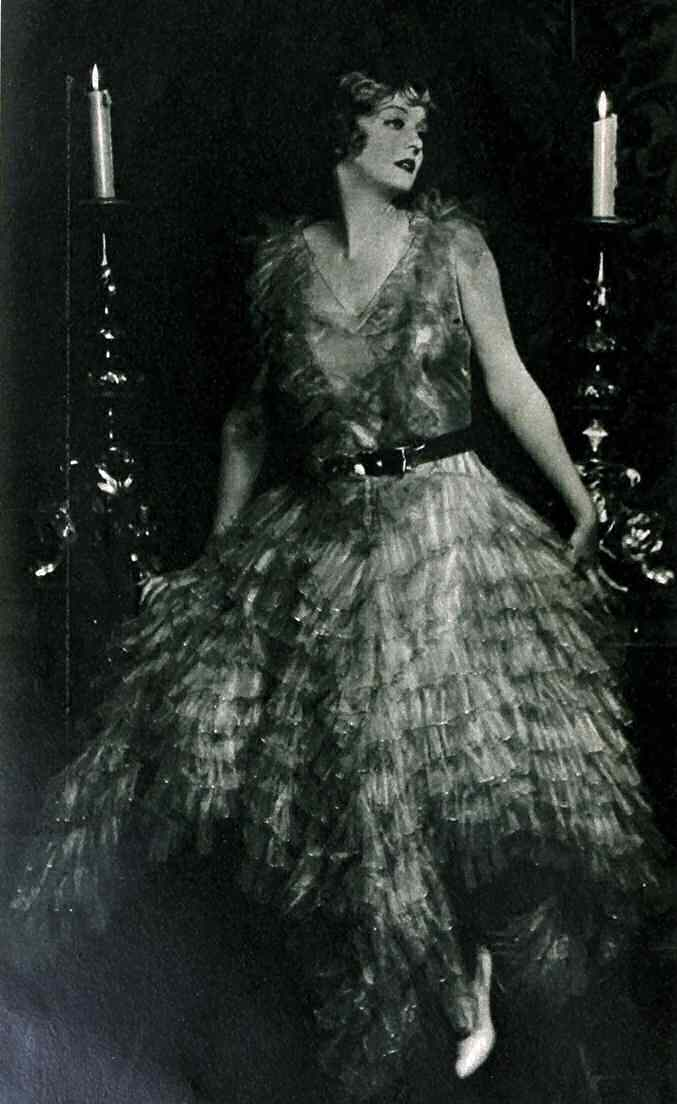
Doris Kenyon, 1928.
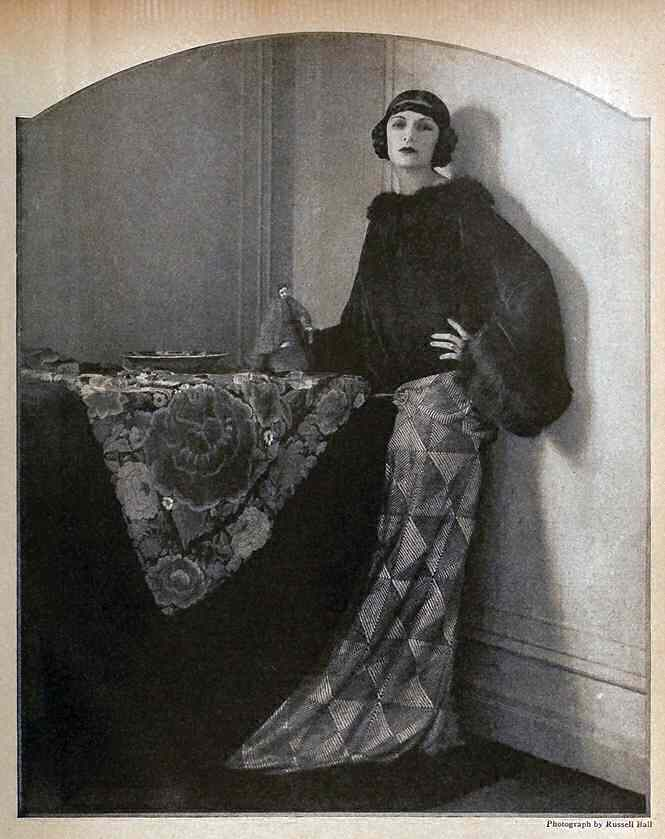
Natacha Rambova (Señora de Valentino), 1924.
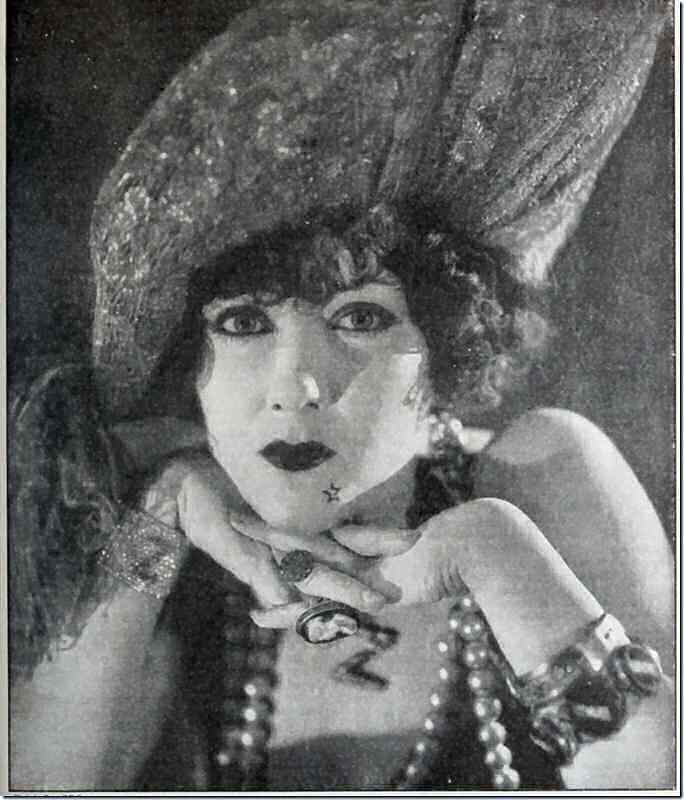
Gloria Swanson, 1923.
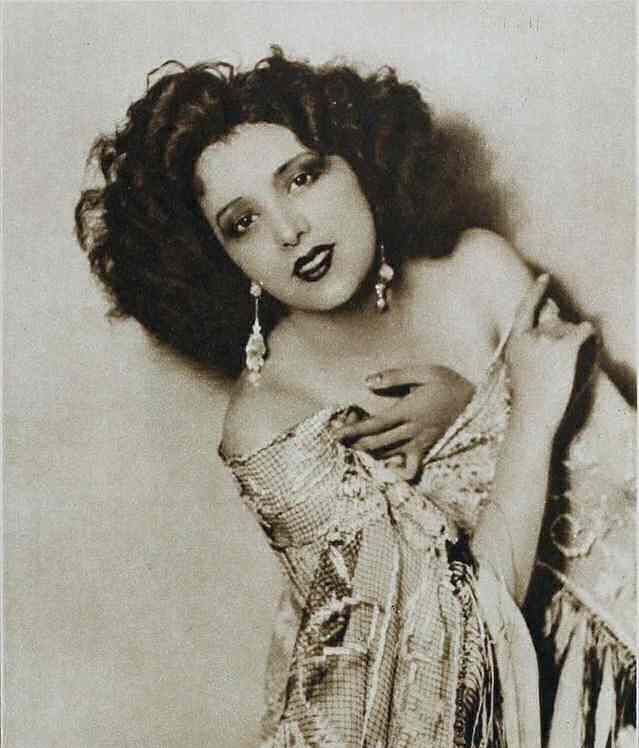
Estelle Taylor, 1930.
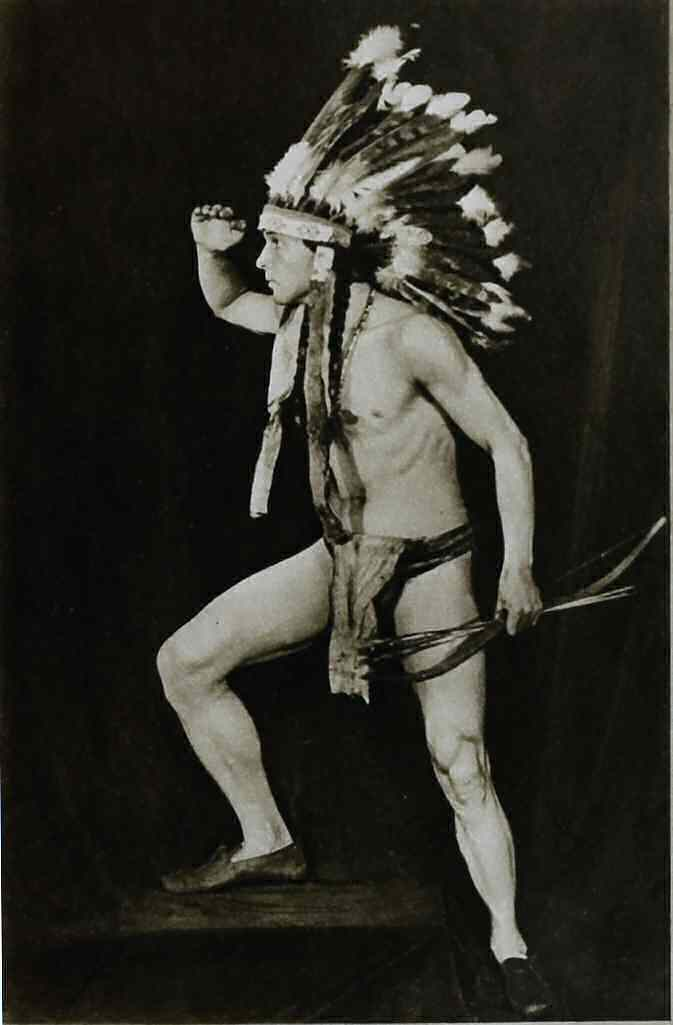
Rodolfo Valentino como jefe indio, 1923.